# Індіан-Гайтс (Індіана)
Індіан-Гайтс (англ. Indian Heights) — переписна місцевість (CDP) в США, в окрузі Говард штату Індіана. Населення — 3011 осіб (2010).

## Географія
Індіан-Гайтс розташований за координатами 40°25′29″ пн. ш. 86°7′4″ зх. д. / 40.42472° пн. ш. 86.11778° зх. д. (40.424628, -86.117677).  За даними Бюро перепису населення США в 2010 році переписна місцевість мала площу 2,15 км², уся площа — суходіл.

## Демографія
Згідно з переписом 2010 року, у переписній місцевості мешкало 3011 особа в 1150 домогосподарствах у складі 835 родин. Густота населення становила 1398 осіб/км².  Було 1272 помешкання (591/км²).
Расовий склад населення:
| - 92,6 % — білих - 3,2 % — чорних або афроамериканців - 0,5 % — корінних американців - 0,4 % — азіатів |

До двох чи більше рас належало 2,7 %. Частка іспаномовних становила 3,2 % від усіх жителів.
За віковим діапазоном населення розподілялося таким чином: 27,9 % — особи молодші 18 років, 58,3 % — особи у віці 18—64 років, 13,8 % — особи у віці 65 років та старші. Медіана віку мешканця становила 35,2 року. На 100 осіб жіночої статі у переписній місцевості припадало 95,4 чоловіків;  на 100 жінок у віці від 18 років та старших — 92,7 чоловіків також старших 18 років.